# Mychajliwka (hromada Krasnopólka)
Mychajliwka (ukr. Михайлівка) – wieś na Ukrainie, w obwodzie winnickim, w rejonie hajsyńskim, w hromadzie Krasnopólka. W 2001 liczyła 1460 mieszkańców, spośród których 1436 wskazało jako ojczysty język ukraiński, 21 rosyjski, 1 mołdawski, a 2 inny